# Dopseucythere kraspedon
Dopseucythere kraspedon is een mosselkreeftjessoort uit de familie van de Bythocytheridae. De wetenschappelijke naam van de soort is voor het eerst geldig gepubliceerd in 1994 door Malz & Jellinek.